# Мухамед Хасан (фудбалер, 1905)
Мухамед Хасан Муса (5. фебруар 1905. — 16. фебруар 1973)  био је египатски фудбалер који је играо на позицији нападача. На клупском нивоу, играо је за Ал-Мазри; такође је представљао Египат међународно на Светском првенству у фудбалу 1934. Исто тако је био део египатског тима за Летње олимпијске игре 1928. године, али није играо ни на једном мечу.